# ورزشگاه آکرون
ورزشگاه آکرون (انگلیسی: Estadio Akron) یک ورزشگاه فوتبال در زاپوپان، مکزیک است. این ورزشگاه که در سال ۲۰۱۰ افتتاح شده دارای ۴۸٬۰۷۱ نفر ظرفیت است.

## نگارخانه

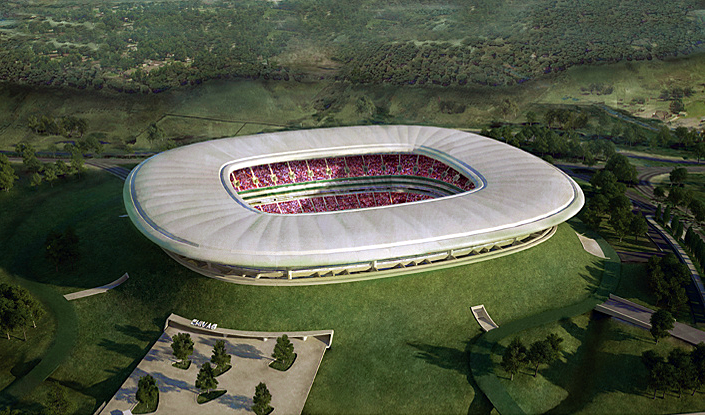
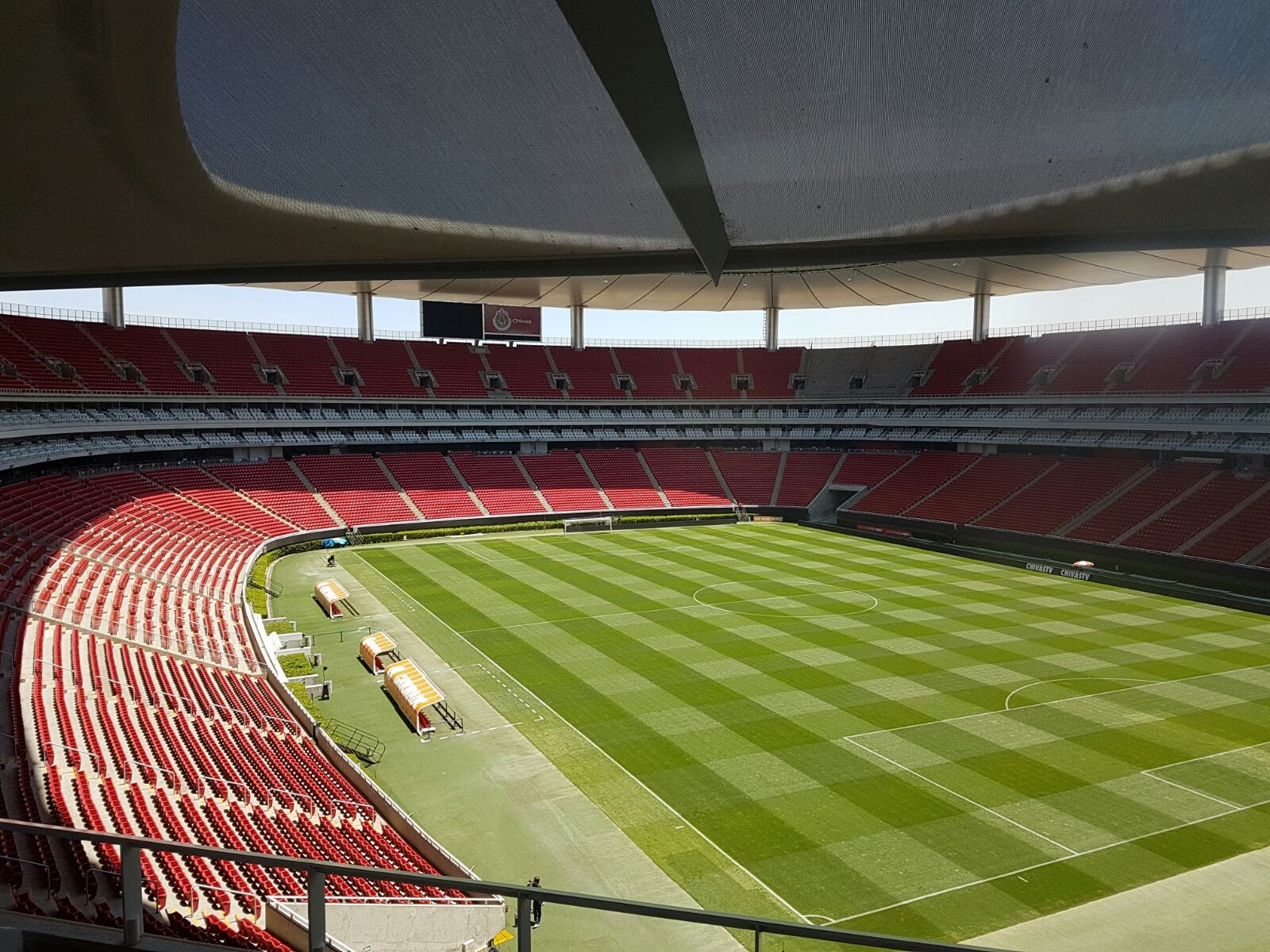
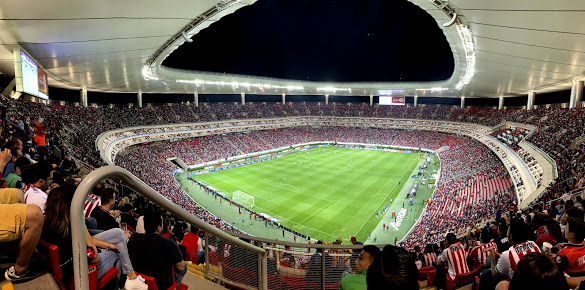